# Королевская дорога (Краков)

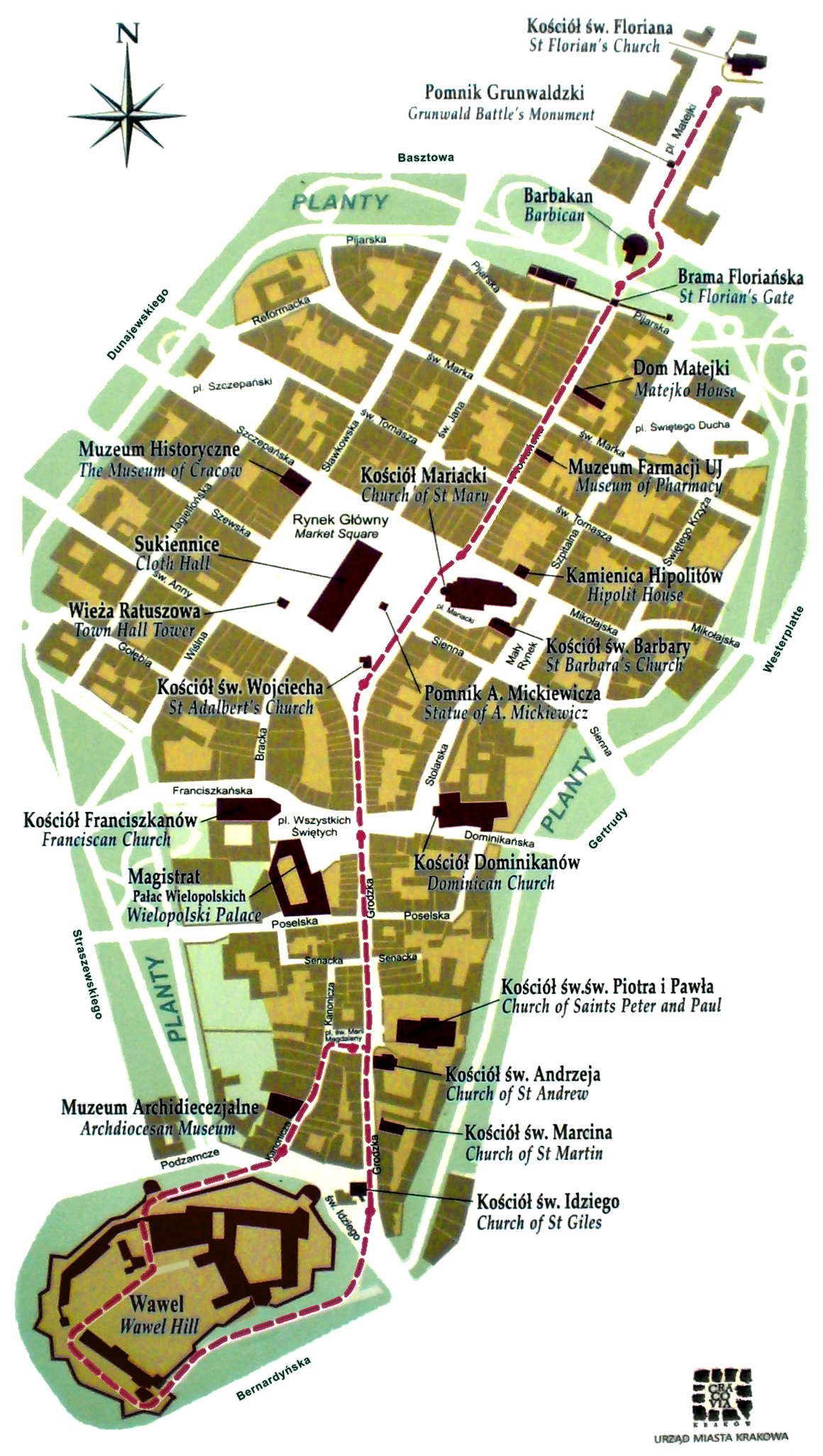
Карта Королевской дороги в Кракове

Королевская дорога (пол. Droga Królewska) — туристический маршрут через историческую часть Кракова в Польше. Kоролевская дорога проходит через весь Старый город (пол. Stare Miasto) с севера на юг. Начинаясь на площади Матейко (пол. Plac Jana Matejki), она идёт через Рыночную площадь (пол. Rynek Główny) к Королевскому замку (Вавель).
- Площадь Матейко (пол. Plac Jana Matejki)
- Барбакан (пол. Barbakan)
- Городские стены, Ворота Флориана (пол. Mury obronne, Brama Floriańska)
- Флорианская улица (пол. Ulica Floriańska)
- Площадь Главный Рынок (пол. Rynek Główny)
- Мариацкий костёл (пол. Kościół Mariacki)
- Мариацкая площадь (пол. Plac Mariacki)
- Суконные ряды (пол. Sukennice)
- Памятник Адаму Мицкевичу (пол. Pomnik Adama Mickiewicza)
- Костёл Святого Войцеха (пол. Kościół św. Wojciecha)
- Костёл Святой Троицы (доминиканцев) (пол. Kościół Świętej Trójcy)
- Площадь Всех Святых (пол. Plac Wszystkich Świętych)
- Дворец Велопольских (главная резиденция администрации города) пол. Pałac Wielopolskich
- Костёл францисканцев (пол. Kościół św. Franciszka z Asyżu)
- Костёл Святых Петра и Павла (пол. Kościół Świętych Apostołów Piotra i Pawła )
- Костёл Святого Андрея (пол. Kościół św. Andrzeja)
- Вавель (пол. Wawel)

## Фото-тур
| Королевская дорога на юг от Клепажа до Флорианской улицы (слева направо) |                  |                 |                   |
| Костёл Святого Флориана                                                  | Барбакан Кракова | Ворота Флориана | Флорианская улица |

| Королевская дорога (продолжение), от Главной площади до улицы Гродзкая (слева направо) |                                                                         |                        |                     |                     |
| Мариацкий костёл                                                                       | Площадь Главный Рынок (7 апреля 2005 года, марш памяти Иоанна Павла II) | Костёл Святого Войцеха | Площадь Bсех Святых | Дворец Велопольских |

| Королевская дорога, по улице Гродзкая до Вавеля |                             |                       |                                             |
| Костёл Святых Петра и Павла                     | Костёл Андрея Первозванного | Замок на холме Вавель | Собор Святых Станислава и Вацлава на Вавеле |